# Юніорський турнір ФІФА 1954
Юніорський турнір ФІФА 1954 — пройшов у ФРН з 10 по 19 квітня. Перемогу присудили Іспанії, оскільки в неї була краща різниця м'ячів у груповому етапі.

## Учасники
- Аргентина (запрошена збірна)
- Австрія
- Бельгія
- НДР
- Англія
- Франція
- ФРН (господарі)
- Угорщина
- Люксембург
- Нідерланди
- Північна Ірландія
- Португалія
- Ірландія
- Саар
- Іспанія
- Швейцарія
- Туреччина
- Югославія

## Груповий етап

### Група 1
| Збірна     | І | В | Н | П | МЗ | МП | Різ. | О |
| ---------- | - | - | - | - | -- | -- | ---- | - |
| Аргентина  | 3 | 3 | 0 | 0 | 13 | 1  | +12  | 6 |
| НДР        | 3 | 1 | 1 | 1 | 4  | 4  | 0    | 3 |
| Нідерланди | 3 | 0 | 2 | 1 | 3  | 11 | –8   | 2 |
| Франція    | 3 | 0 | 1 | 2 | 4  | 8  | –4   | 1 |

| 11 квітня | НДР        | 3–1 | Франція    |
| 12 квітня | Аргентина  | 8–0 | Нідерланди |
| 14 квітня | Нідерланди | 2–2 | Франція    |
|           | Аргентина  | 2–0 | НДР        |
| 15 квітня | Аргентина  | 3–1 | Франція    |
|           | Нідерланди | 1–1 | НДР        |

### Група 2
| Збірна     | І | В | Н | П | МЗ | МП | Різ. | О |
| ---------- | - | - | - | - | -- | -- | ---- | - |
| Іспанія    | 3 | 3 | 0 | 0 | 11 | 1  | +10  | 6 |
| Югославія  | 3 | 1 | 1 | 1 | 3  | 4  | –1   | 3 |
| Португалія | 3 | 0 | 2 | 1 | 3  | 9  | –6   | 2 |
| Ірландія   | 3 | 0 | 1 | 2 | 4  | 7  | –3   | 1 |

| 11 квітня | Іспанія    | 2–0 | Югославія  |
|           | Португалія | 2–2 | Ірландія   |
| 13 квітня | Іспанія    | 3–1 | Ірландія   |
|           | Югославія  | 1–1 | Португалія |
| 14 квітня | Іспанія    | 6–0 | Португалія |
|           | Югославія  | 2–1 | Ірландія   |

### Група 3
| Збірна     | І | В | Н | П | МЗ | МП | Різ. | О |
| ---------- | - | - | - | - | -- | -- | ---- | - |
| Туреччина  | 4 | 3 | 1 | 0 | 7  | 1  | +6   | 7 |
| Бельгія    | 4 | 2 | 1 | 1 | 5  | 7  | –2   | 5 |
| Люксембург | 4 | 1 | 2 | 1 | 4  | 4  | 0    | 4 |
| Австрія    | 4 | 1 | 1 | 2 | 8  | 8  | 0    | 3 |
| Швейцарія  | 4 | 0 | 1 | 3 | 3  | 7  | –4   | 1 |

| 10 квітня | Бельгія    | 0–0 | Люксембург |
|           | Австрія    | 4–2 | Швейцарія  |
| 11 квітня | Люксембург | 3–2 | Австрія    |
|           | Туреччина  | 4–0 | Бельгія    |
| 12 квітня | Туреччина  | 1–0 | Швейцарія  |
| 13 квітня | Бельгія    | 3–2 | Австрія    |
|           | Люксембург | 0–0 | Швейцарія  |
| 14 квітня | Туреччина  | 2–1 | Люксембург |
| 15 квітня | Туреччина  | 0–0 | Австрія    |
|           | Бельгія    | 2–1 | Швейцарія  |

### Група 4
| Збірна            | І | В | Н | П | МЗ | МП | Різ. | О |
| ----------------- | - | - | - | - | -- | -- | ---- | - |
| ФРН               | 4 | 3 | 1 | 0 | 16 | 4  | +12  | 7 |
| Угорщина          | 4 | 3 | 0 | 1 | 16 | 5  | +11  | 6 |
| Англія            | 4 | 1 | 2 | 1 | 9  | 6  | –3   | 4 |
| Саар              | 4 | 1 | 1 | 2 | 4  | 14 | –10  | 3 |
| Північна Ірландія | 4 | 0 | 0 | 4 | 4  | 20 | –16  | 0 |

| 10 квітня | Угорщина | 6–0 | Саар              |
|           | Англія   | 5–0 | Північна Ірландія |
| 11 квітня | Угорщина | 3–1 | Північна Ірландія |
|           | ФРН      | 6–1 | Саар              |
| 12 квітня | ФРН      | 6–1 | Північна Ірландія |
| 13 квітня | Угорщина | 7–2 | Північна Ірландія |
|           | Англія   | 1–1 | Саар              |
| 14 квітня | ФРН      | 2–0 | Угорщина          |
| 15 квітня | Англія   | 2–2 | ФРН               |
|           | Саар     | 2–1 | Північна Ірландія |

## Півфінали

### 13-те— 16-те місця
| 17 квітня 1954 |

| Саар | 2 – 0 | Австрія |
| ---- | ----- | ------- |
|      |       |         |

| Ольпе |

| 17 квітня 1954 |

| Франція | 2 – 0 | Ірландія |
| ------- | ----- | -------- |
|         |       |          |

| Енгерс |

### 9-те— 12-те місця
| 17 квітня 1954 |

| Люксембург | 2 – 0 | Англія |
| ---------- | ----- | ------ |
|            |       |        |

| Бад Нойенар |

| 17 квітня 1954 |

| Нідерланди | 4 – 2 | Португалія |
| ---------- | ----- | ---------- |
|            |       |            |

| Мехерніх |

### 5-те— 8-ме місця
| 17 квітня 1954 |

| Угорщина | 3 – 1 | Бельгія |
| -------- | ----- | ------- |
|          |       |         |

| Кальк |

| 17 квітня 1954 |

| Югославія | 3 – 1 | НДР |
| --------- | ----- | --- |
|           |       |     |

| Кобленц |

### 1-ше— 4-те місця
| 17 квітня 1954 |

| Іспанія | 1 – 0 | Аргентина |
| ------- | ----- | --------- |
|         |       |           |

| Вупперталь |

| 17 квітня 1954 |

| ФРН | 2 – 1 | Туреччина |
| --- | ----- | --------- |
|     |       |           |

| Гельзенкірхен |

## Фінальні матчі

### Матч за 17-те місце
| 18 квітня 1954 |

| Швейцарія | 2 – 0 | Північна Ірландія |
| --------- | ----- | ----------------- |
|           |       |                   |

| Бад-Годесберг |

### Матч за 15-те місце
| 18 квітня 1954 |

| Австрія | 3 – 0 | Ірландія |
| ------- | ----- | -------- |
|         |       |          |

| Бад-Гоннеф |

### Матч за 13-е місце
| 18 квітня 1954 |

| Саар | 3 – 0 | Франція |
| ---- | ----- | ------- |
|      |       |         |

| Зігбург |

### Матч за 11-те місце
| 18 квітня 1954 |

| Португалія | 2 – 0 | Англія |
| ---------- | ----- | ------ |
|            |       |        |

| Бонн |

### Матч за 9-те місце
| 18 квітня 1954 |

| Люксембург | 5 – 0 тех. рахунок | Нідерланди |
| ---------- | ------------------ | ---------- |
|            |                    |            |

| Бергіш-Гладбах |

### Матч за 7-ме місце
| 18 квітня 1954 |

| НДР | 3 – 2 | Бельгія |
| --- | ----- | ------- |
|     |       |         |

| Лімбург-ан-дер-Лан |

### Матч за 5-те місце
| 18 квітня 1954 |

| Угорщина | 1 – 0 | Югославія |
| -------- | ----- | --------- |
|          |       |           |

| Ойскірхен |

### Матч за 3-тє місце
| 19 квітня 1954 |

| Аргентина | 1 – 0 | Туреччина |
| --------- | ----- | --------- |
|           |       |           |

| Кельн |

## Фінал
| 19 квітня 1954 |

| Іспанія | 2 – 2 (дод. час) Перемогу присудили Іспанії, оскільки в неї була краща різниця м'ячів у груповому етапі. | ФРН |
| ------- | --- | --- |
|         | |     |

| Кельн |

| Чемпіон Європи 1954 |
| ------------------- |
| Іспанія 2-й титул   |